# John Milton Miller
John Milton Miller, född 22 juni 1882, död 17 maj 1962, var en amerikansk elektroingenjör, mest känd för att ha upptäckt Miller-effekten och uppfinnandet av fundamentala kretsar för kristalloscillatorer (Miller-oscillatorer).
Miller föddes i Pennsylvania. 1904 utexaminerades han från Yale University. 1915 blev han doktor i fysik vid Yale. Han arbetade för bland annat National Bureau of Standards, Naval Research Labotratory och RCA Radiotron Company.
Miller tilldelades Distinguished Civilian Service Award 1945 för "initieringen av utvecklingen av en ny flexibel RF-kabel som var brådskande behövlig i radio och radarutrustning och som löste en desperat brist i USA under andra världskriget" och han tilldelades även IRE Medal of Honor 1953 för "hans pionjärarbete inom vår grundläggande kunskap om teorin bakom radiorör, radioinstrument och tester och om kristall-kontrollerade oscillatorer. 